# 国際連合経済社会理事会
国際連合経済社会理事会（こくさいれんごうけいざいしゃかいりじかい、英語: United Nations Economic and Social Council、略称:ECOSOC）は、国際連合の主要機関の一つ。経済および社会問題全般に関して必要な議決や勧告等を行う。日本語略称は経社理（けいしゃり）。
経済社会理事会は、国際連合憲章第10章の規定により経済問題（貿易、輸送、工業化、経済開発）と社会問題（人口、子供、住宅、女性の権利、人種差別、障害者、麻薬、犯罪、社会福祉、青少年、人間環境、食糧）、労働、文化、教育等を担当する。機能委員会や専門機関の調査報告活動を受けて必要な議決を行う。また、教育と保健状態の改善、人権と自由の尊重について勧告を行う。その他、国際連合主導の国際条約の枠組みについて作業を行う。

## 構成
経済社会理事会の理事国は54か国で、国連加盟国の中から、国連総会によって選挙される（国連憲章61条1項）。理事国の任期は3年で、3分の1（18か国）ずつ、毎年改選される（同条2項）。国連発足時には理事国数は18か国であったが、国連加盟国の増加に伴い、1963年の国連憲章改正で27か国に、1971年の改正で54か国に増やされた。
地域グループごとに議席数が割り当てられており、その割当数と2024年現在の理事国、各国の任期満了年（満了日は当該年の12月31日）は次のとおりである。
| アフリカ (14) | アジア太平洋 (11) | 東ヨーロッパ (6)                                                                                              | ラテンアメリカ・カリブ海 (10) | 西ヨーロッパ・その他 (13) |
| --- | --- | --- | --- | --- |
| - ボツワナ (2025) - カーボベルデ (2025) - カメルーン (2025) - コートジボワール (2024) - 赤道ギニア (2025) - エスワティニ (2024) - ケニア (2026) - モーリシャス (2024) - ナイジェリア (2026) - セネガル (2026) - タンザニア (2024) - タンザニア (2026) - チュニジア (2024) - ザンビア (2026) | - アフガニスタン (2024) - 中国 (2025) - インド (2024) - 日本 (2026) - カザフスタン (2024) - ラオス (2025) - ネパール (2026) - オマーン (2024) - パキスタン (2026) - カタール (2025) - 韓国 (2025) | - クロアチア (2024) - チェコ (2024) - ポーランド (2026) - スロバキア (2025) - スロベニア (2025) - 空席 (2025) | - ベリーズ (2024) - ブラジル (2025) - チリ (2024) - コロンビア (2025) - コスタリカ (2025) - ハイチ (2026) - パラグアイ (2026) - ペルー (2024) - スリナム (2026) - ウルグアイ (2026) | - ベルギー (2024) - カナダ (2024) - デンマーク (2025) - フランス (2026) - ドイツ (2026) - イタリア (2024) - リヒテンシュタイン (2026) - ニュージーランド (2025) - スペイン (2026) - スウェーデン (2025) - トルコ (2025) - アメリカ (2024) - イギリス (2026) |

## 会期

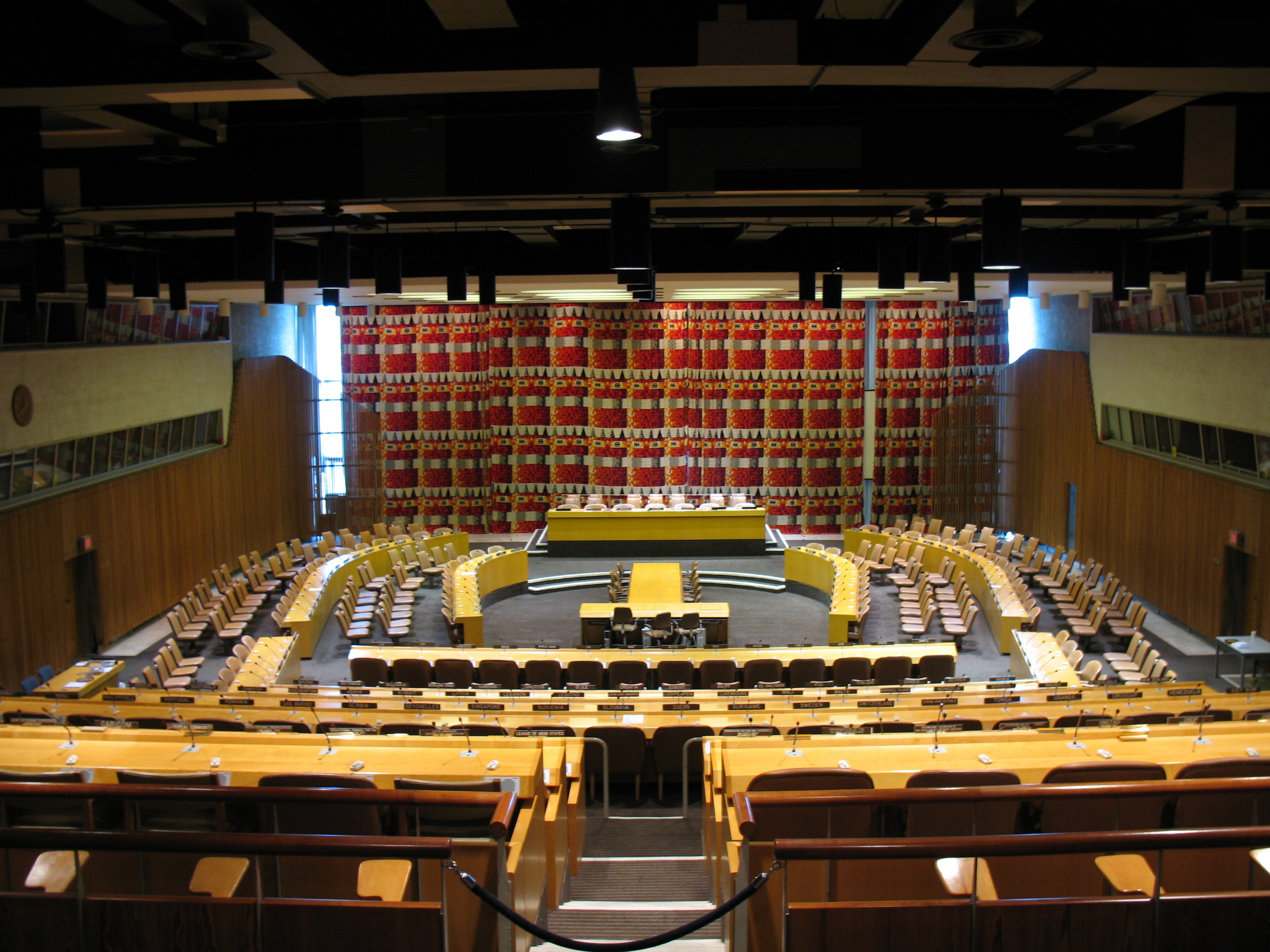
国連本部にある経社理の議場。スウェーデンが寄贈し、スウェーデン人のスヴェン・マルケリウスが設計した。

経社理は、毎年、原則として組織会期 (organizational session) と実質会期 (substantive session) を開くこととされている（手続規則1条）。経社理の会期は、手続規則上、他に定めをしない限りニューヨークの国連本部で開催されることとされている（同5条）。
組織会期
年初に議長・副議長を選ぶ会合が開かれた後、2月の第1火曜日に組織会期が招集され、4月末に再開される（手続規則2条）。2月には年間作業計画の協議・策定が行われ、4月下旬から5月上旬の再開組織会期では、経社理下部機関の選挙が実施される。
実質会期
実質会期は5月～7月の間に開かれ、国連総会の通常会期の開会（9月第3週目の火曜日）より少なくとも6週間前に休会することとされている（手続規則2条）。実際には、実質会期は毎年7月に4週間の日程で開かれている。1年ごとにニューヨークとジュネーヴで交互に開催されている。
実質会期は、ハイレベル・セグメント、調整セグメント、 業務活動セグメント、人道セグメント、一般セグメントに分かれている。ハイレベル・セグメントには各国の閣僚級のほか、国際機関の執行部、NGO等が参加して経済、社会、環境の分野における重要な議題を議論し、セグメントの最後に閣僚宣言が採択される。
また、必要に応じて、主に秋に再開実質会期が開催されることがある。
特別会期
このほか、(1)理事会が決定したとき、(2)理事国の多数が要請又は同意したとき、(3)国連総会若しくは安保理が要請したとき、(4)議長が副議長同意の下招集するときには、特別会期が開かれる（手続規則4条）。
経社理の会合は原則として公開で行われる（手続規則36条）。定足数は3分の1である（同41条）。各理事国は1票の投票権を有し、理事会の決定は、出席し、かつ投票する理事国の過半数の賛成によって行われる（国連憲章67条）。ただし、これまでの慣行として、できる限り投票による表決を避け、コンセンサスで決議を採択する努力がなされている。
経社理の公用語 (official language) は英語、フランス語、ロシア語、中国語、スペイン語、アラビア語であるが、そのうち英語、フランス語、スペイン語が作業言語 (working language) とされている（手続規則32条）。会合の通訳は公用語で行われ、全ての決議その他正式な決定は公用語で刊行される一方、議事録は作業言語で作成される（同33条～35条）。

## 議長
毎年、最初の理事会会合において、理事国代表の中から、議長（President）1名と副議長4名が選挙される。議長と副議長により役員会(bureau) が構成される（手続規則18条1項）。なお、議長は5地域グループ（アフリカ、アジア、東欧、ラテンアメリカ及びカリブ海諸国、西欧その他）の公平を考慮してローテーションで選ばれ、副議長は議長を出した地域グループ以外の地域グループからそれぞれ選ばれる。
国連事務総長は経社理の必要とする人員を提供するなど、会合に必要な態勢を整える責任を負い（手続規則28条）、国連事務局は次の業務を行う（同29条）。
- 会合における通訳
- 文書の受理、翻訳、配布
- 会合の議事録・決議等の印刷、刊行、配布
- 文書の保存
- その他必要な一切の一般業務

## 構成
以下の組織を設置することができる（手続規則24条）。

### 主な委員会
「主な委員会（commission）」としては以下がある
- 機能委員会 (functional commission)
  - 麻薬委員会（Commission on Narcotic Drugs：CND）
  - 人口開発委員会（Commission on Population and Development：CPD）
  - 科学技術開発委員会（Commission on Science and Technology for Development：CSTD）
  - 女性の地位委員会（Commission on the Status of Women：CSW）
  - 統計委員会（英語版）（Statistical Commission：StatCom）
  - 社会発展委員会（Commission for Social Development：CSocD）
  - 犯罪防止刑事司法委員会（Commission on Crime Prevention and Criminal Justice：CCPCJ）
  - 森林フォーラム（Forum on Forests：UNFF）

また廃止されたものとして以下がある。
- 人権委員会（Commission on Human Rights、UNCHR）

2006年に人権理事会（United Nations Human Rights Council：UNHRC）へ昇格した。
- 持続可能開発委員会（Commission on Sustainable Development）

2013年に持続可能な開発目標に関するハイレベル政治フォーラム（High-level Political Forum on Sustainable Development）に改編された。
- 地域委員会 (regional commission)
  - 欧州経済委員会（United Nations Economic Commission for Europe：ECE）
  - アフリカ経済委員会（United Nations Economic Commission for Africa：ECA）
  - ラテンアメリカ・カリブ経済委員会（United Nations Economic Commission for Latin America and the Caribbean：ECLAC）
  - アジア太平洋経済社会委員会（United Nations Economic and Social Commission for Asia and the Pacific：ESCAP）
  - 西アジア経済社会委員会（United Nations Economic and Social Commission for Western Asia：ESCWA）

### 他の委員会
「その他の委員会（committee）」としては以下がある
- 常設委員会（Standing committee）
  - 計画調整委員会（Committee for Programme and Coordination：CPC）
  - 非政府間組織委員会（Committee on Non-Governmental Organizations）
  - （Committee on Negotiations with Intergovernmental Agencies）
- 専門委員会（Expert bodies）
  - 開発政策委員会（Committee for Development Policy：CDP）
  - 経済的、社会的及び文化的権利委員会（Committee on Economic, Social and Cultural Rights：CESCR）
  - 地球規模の地理空間情報管理の専門家委員会（Committee of Experts on Global Geospatial Information Management：UN-GGIM）
  - 税金問題の国際協力の専門家委員会（Committee of Experts on International Cooperation in Tax Matters）
  - 行政学の専門家委員会（Committee of Experts on Public Administration：CEPA）
  - 危険物輸送と化学の分類と表示の世界調和システムの専門家委員会（Committee of Experts on the Transport of Dangerous Goods and the Globally Harmonized System of Classification and Labelling of Chemicals）
  - 地理学的名称に関する国連専門家グループ（Group of Experts on Geographical Names：UNGEGN）
  - 国際会計報告基準の専門家国際作業グループ（Intergovernmental Working Group of Experts on International Standards of Accounting and Reporting）
  - 先住問題常設フォーラム（Permanent Forum on Indigenous Issues：UNPFII）

### 専門機関
国連憲章57条の規定により国連と連携関係を持つ国際機関を専門機関という。経社理は、専門機関との関係で次のような権限を有している。
- 専門機関との間で、国連との連携関係についての条件を定める協定を締結することができる（国連憲章63条1項）。
- 専門機関との協議及び専門機関に対する勧告並びに総会及び国際連合加盟国に対する勧告によって、専門機関の活動を調整することができる（同条2項）。
- 専門機関から定期報告を受けるために、適当な措置をとることができる（64条1項）。
- 経社理の勧告と経社理の権限に属する事項に関する総会の勧告とを実施するためにとられた措置について報告を受けるため、専門機関と取極を行うことができる（同項）。